# Barque du Léman

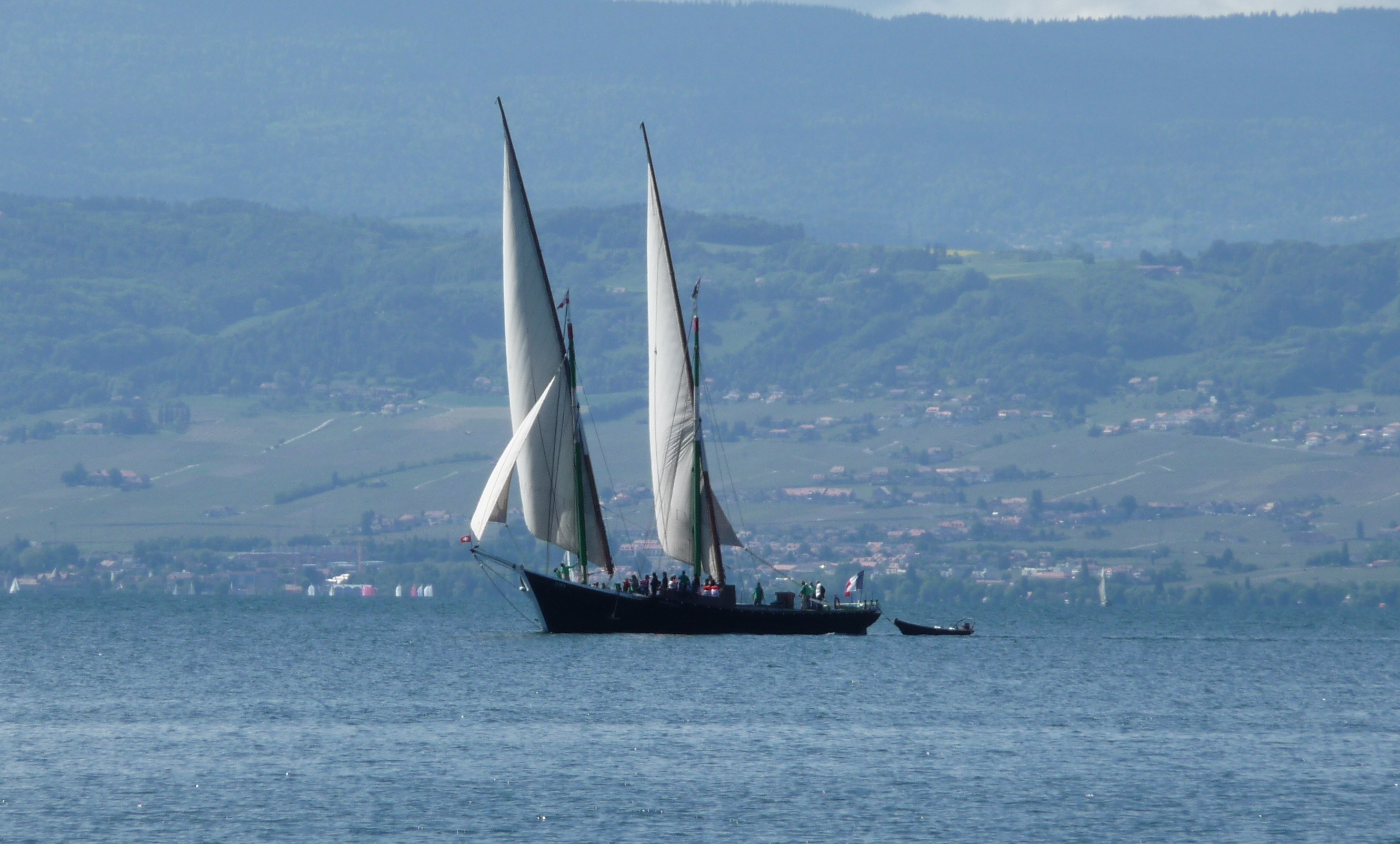
Eine Barque du Léman in Fahrt (La Savoie)

Stadtwappen von Meillerie mit einer Abbildung des Schiffstyps

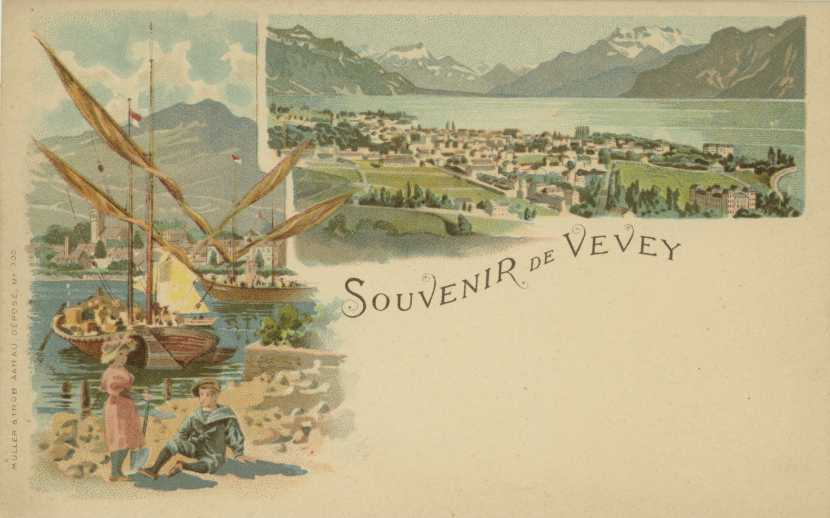
Historische Ansichtskarte von Vevey mit einem Motiv der Barken

Die Barque du Léman ist  ein kleiner historischer Schiffstyp des Genfersees (französisch Lac Léman). Ein anderer bekannter Name ist Barque de Meillerie nach der Stadt Meillerie am Genfersee.

## Geschichte
Der Schiffstyp war über Jahrhunderte auf dem See verbreitet und wurde im 19. und 20. Jahrhundert in der Hauptsache zum Steintransport aus den Steinbrüchen von Meillerie eingesetzt, wobei ein Teil der Steinladung unter Deck und ein Teil an Deck gestaut wurde. Die noch erhaltenen Exemplare werden heute als Traditionsschiffe genutzt.
Der waadtländische Dichter Charles Ferdinand Ramuz beschreibt in seinem Roman Ein Bursche aus Savoyen von 1936 (französisch Le Garçon savoyard) das Leben der Matrosen auf den Transportschiffen des Genfersees.

## Bauweise
Der etwa 30 Meter lange und rund sieben Meter breite Rumpf besteht aus Holz in Kraweelbeplankung. Der Vordersteven ist vornüberfallend und nur wenig erhöht. Das Heck endet in einem Spiegel und dem pinnengeführten Ruder. Es schliesst ohne Erhöhung auf Deckshöhe ab, weshalb es im abgeladenen Zustand nur wenige Zentimeter Freibord hat. Das seitliche Schanzkleid kann mit aufsteckbaren Setzborden erhöht werden, die vor Spritzwasser oder überkommenden Wellen schützen. Oft war ein Plankengang zum Staken des Schiffes bei Flaute vorhanden.
Die Takelung der zweimastigen Schiffe besteht aus grossen Lateinersegeln und stellt dessen nördlichste traditionelle verwendete Variante dar. Bei achterlichen Winden wurde das vordere Segel nach Backbord, das hintere Segel nach Steuerbord ausgestellt.

## Fussnoten
1. ↑  Charles Ferdinand Ramuz: Ein Bursche aus Savoyen. Roman. Büchergilde Gutenberg, Zürich 1936. Neuausgabe als: Der junge Savoyarde. Suhrkamp (BS 7), Berlin 1952. Neuausgabe als: Der Bursche aus Savoyen. Limmat, Zürich 1990, ISBN 3-85791-168-9.